# Гёринг, Хельга
Хе́льга Гёринг (нем. Helga Göring; 14 января 1922, Мейсен — 3 октября 2010, Берлин) — немецкая актриса.

## Биография
С детства мечтала стать актрисой.
В 1940 году с отличием окончила Академию музыки и исполнительского искусства в Дрездене. Сразу после выпуска она дебютировала в Государственном театре. Выступала в театрах Билефельда, Франкфурта-на-Майне, в 1943 году приехала в Гамбург, где сыграла Гретхен в «Фаусте».
Когда из-за ухудшения положения на Восточном фронте все театры Германии закрылись, вернулась в Дрезден; работала сначала на бумажной фабрике, а затем в больнице. В послевоенное время приходилось работать уборщицей, а затем офисной служащей.
Затем возвращается на сцену — играет в театре Stendal, потом — в театре Комедии («Komödie») и «Фольксбюне». До 1955 года выступала в дрезденском театре «Staatstheater».
В 1952 году дебютировала в картине «Das verurteilte Dorf» (1952). Сыграв ещё несколько ролей, Хельга Гёринг в 1955—62 годах стала очень востребованной актрисой на киностудии ДЕФА, создавая преимущественно образы матерей, опытных и мужественных женщин. Начиная с 1960-х годов много снимается на телевидении. Одновременно продолжала играть в театре (в Потсдаме, Берлине, Шверине, Лейпциге, Дрездене, Гамбурге), а также занималась дубляжем.
Трижды лауреат Национальной премии ГДР (1969, 1982, 1988).

## Фильмография
| Год       |     | Русское название                                        | Оригинальное название                                   | Роль                                        |
| --------- | --- | ------------------------------------------------------- | ------------------------------------------------------- | ------------------------------------------- |
| 1952      | ф   | Непрошенные гости                                       | Das verurteilte Dorf                                    | Кете Фолльмер                               |
| 1954      | ф   | Сильнее ночи                                            | Stärker als die Nacht                                   |                                             |
| 1956      | ф   | Две матери                                              | Zwei Mütter                                             | Гедвига                                     |
| 1959      | ф   | Премьера отменяется                                     | Die Premiere fällt aus                                  |                                             |
| 1960      | ф   | Им сегодня за сорок                                     | Die heute über 40 sind                                  | мать Георга                                 |
| 1961      | ф   | Незнакомец                                              | Der Fremde                                              | Ханна                                       |
| 1962      | ф   | Тайник на Эльбе                                         | Geheimarchiv an der Elbe                                | фрау Лянге                                  |
| 1964      | ф   | За мной, канальи!                                       | Mir nach, Canaillen!                                    | бабушка                                     |
| 1964      | ф   | Приключения Вернера Хольта                              | Die Abenteuer des Werner Holt                           | мать Гомулки                                |
| 1965      | ф   | Не думай, что я реву                                    | Denk bloß nicht, ich heule                              |                                             |
| 1965      | ф   | Чёртово колесо                                          | Ohne Paß in fremden Betten                              | ассистент режиссёра у Эдди                  |
| 1966      | ф   | След камней                                             | Spur der Steine                                         |                                             |
| 1967      | ф   | Моя подруга Сибилла                                     | Meine Freundin Sybille                                  | психиатр                                    |
| 1967      | ф   | Хлеб и розы                                             | Brot und Rosen                                          | Хелене Зейдлиц                              |
| 1968      | ф   | Тайна деревянных идолов                                 | Mord am Montag                                          | Лидия                                       |
| 1968      | ф   | Щит и меч                                               | Щит и меч                                               | фрау Дитмар                                 |
| 1969      | ф   | На пути к Ленину                                        | Unterwegs zu Lenin                                      | мать Виктора                                |
| 1971      | ф   | Несмотря ни на что                                      | Trotz alledem!                                          |                                             |
| 1973      | ф   | Вольц — жизнь и преображение одного немецкого анархиста | Wolz — Leben und Verklärung eines deutschen Anarchisten |                                             |
| 1973      | ф   | Города и годы                                           | Оригинальное название неизвестно                        | Мюллер                                      |
| 1976      | ф   | Регентруда                                              | Die Regentrude                                          |                                             |
| 1988      | ф   | Спасибо за цветы                                        | Danke für die Blumen                                    |                                             |
| 1992—2003 | с   | Закон Вольфа                                            | Wolffs Revier                                           |                                             |
| 1997      | ф   | Под именем «К»                                          | K                                                       |                                             |
| 2000      | ф   | Некуда идти                                             | Die Unberührbare                                        |                                             |
| 2001      | кор | Величайшее изобретение Грегора                          | Gregors größte Erfindung                                |                                             |
| 2004      | с   | Криминальный кроссворд                                  | SOKO Leipzig                                            | Лилиан Вестер (эпизод «Die Schlangengrube») |

## Озвучивание
- 1954 — Морской охотник — Мария Васильевна (Ольга Хорькова)
- 1955 — Попрыгунья — Звонковская (Антонина Максимова)
- 1955 — Сын — мать Андрея (Варвара Каргашёва)
- 1956 — Время отпусков — синьорина Маргерита Поцци (Мариса Мерлини)
- 1956 — Господин учитель Ганнибал — Белане Нюл (Маньи Кишш)
- 1956 — Машинист — Сара Маркоччи (Луиза Делла Ноче)
- 1956 — Самый прекрасный момент — Маргерита Розати (Мариса Мерлини)
- 1957 — Салемские колдуньи — Элизабет Проктор (Симона Синьоре)
- 1958 — Под стук колёс — Позднякова, мать Егора (Галина Инютина)
- 1959 — Баллада о солдате — Катерина Скворцова, мать Алёши (Антонина Максимова)
- 1959 — Сумеречная зона (Шестнадцатимиллиметровая гробница) — горничная Салли (Элис Фрост)
- 1966 — Венгерский набоб — Майерн (Мария Шуйок)
- 1966 — Судьба Золтана Карпати — Майерн (Мария Шуйок)
- 1968 — Грешные люди Праги — Брабцова (Мария Марешова)
- 1975 — Старое ружьё — мать Жюльена (Мадлен Озерэ)
- 1977 — Женщина за прилавком — Папержова, мать Анны Голубовой (Дана Медржицкая)
- 1978 — Среди людей — Сайкал (Сабира Кумушалиева)
- 1984 — Мы все, обязательно посещающие школу — Ива Ламачова (Бланка Богданова)